# Timoci Tuivaga
Sir Timoci Uluiburotu Tuivaga, né en 1931 et mort le 30 décembre 2015, est un juge fidjien, président de la Cour suprême des Fidji du 31 mars 1980 au 31 juillet 2002.

## Biographie
Originaire de l'île de Matuku aux îles Lau, il est « éduqué en Nouvelle-Zélande et en Angleterre », et est appelé au barreau en 1965. Il est alors le troisième Fidjien à compléter des études de droit, le premier étant Ratu Lala Sukuna et le deuxième Ratu Noa Nawalowalo. D'abord juge à la Haute Cour, et un temps conjointement président de la Haute Cour des Tuvalu (pays trop petit pour produire ses propres juges), il devient juge à la Cour suprême des Fidji en février 1972, puis succède en mars 1980 à Sir Clifford Grant comme président de cette cour. Il est alors la première personne née aux Fidji à accéder à cette fonction. Il est fait chevalier par la reine des Fidji, Élisabeth II, en 1981,.
Le premier des coups d'État de 1987 aux Fidji a lieu en mai. Selon l'historien Robbie Robertson, Timoci Tuivaga conseille alors au gouverneur général, Ratu Sir Penaia Ganilau, de prendre position publication en faveur du coup d'État, conseil que Sir Penaia refuse. Un second coup d'État a lieu le 25 septembre, le colonel Sitiveni Rabuka prenant le pouvoir. Ce dernier déclare l'abrogation de la Constitution le 6 octobre. Timoci Tuivaga répond que cette abrogation est illégale, et conseille cette fois au gouverneur général de ne pas légitimer le régime militaire. Le régime s'instaure néanmoins et destitue  tous les juges du pays ; ils sont remplacés par des magistrats nommés par l'armée. En décembre, le colonel Rabuka remet le pouvoir à Ratu Sir Kamisese Mara, grand chef autochtone et perdant des élections d'avril 1987. Ce dernier mène un gouvernement de dictature dit « de transition ». Sa promesse de respecter l'indépendance de la justice amène Sir Timoci et certain de ses collègues à reprendre leurs fonctions judiciaires en janvier 1988.
Le 19 mai 2000 a lieu un troisième coup d'État : l'homme d'affaires George Speight et sa milice prennent en otages le Premier ministre travailliste Mahendra Chaudhry et les autres membres du gouvernement Chaudhry et de la majorité parlementaire. Timoci Tuivaga conseille alors au président de la république, Ratu Kamisese Mara, de démettre le Premier ministre et ainsi de passer outre la Constitution : Celle-ci ne permet au président de démettre le Premier ministre que si celui-ci a perdu un vote de confiance à la Chambre des représentants, mais Timoci Tuivaga suggère à Ratu Mara que l'incapacité de Mahendra Chaudhry à exercer ses fonctions est « une question de réalité politique ». Ses collègues juges à la Cour suprême, Daniel Fatiaki et Michael Scott, émettent ce même avis, qui leur sera par la suite vivement reproché pour son caractère anticonstitutionnel. Les Forces militaires de la république des Fidji, menées par Voreqe Bainimarama, prennent alors le pouvoir pour contrer le régime de George Speight, et Timoci Tuivaga aide les dirigeants militaires à rédiger un décret abrogeant la Constitution,.
Sir Timoci prend sa retraite en juillet 2002, après vingt-deux ans au sommet du pouvoir judiciaire. Le 30 décembre 2015, alors qu'il pratique le golf à Vatuwaqa sur l'île de Viti Levu, il s'écroule subitement et meurt, à l'âge de 84 ans. Le président de la république Jioji Konrote, le Premier ministre Voreqe Bainimarama et le président de la Cour suprême Anthony Gates (en) assistent à ses obsèques.